# Роддин, Хью
Хью Джозеф Роддин (англ. Hugh Joseph Roddin; 10 марта 1887, Масселборо, Великобритания — 3 марта 1954, Нью-Йорк, США) — британский боксёр, бронзовый призёр летних Олимпийских игр 1908.
На Играх 1908 в Лондоне Роддин соревновался в весовой категории до 57,2 кг. Дойдя до полуфинала, он занял третье место и выиграл бронзовую медаль.